# 深圳公交107路
深圳公交107路，是在中国广东省深圳市行驶的一条干线巴士路线，从安托山总站往来招商国任公交首末站，由深圳巴士集团股份有限公司运营。

## 线路简介
- 深圳公交107路由深圳巴士集团股份有限公司营运。
- 本线来往于安托山总站和招商国任公交首末站之间，全长19.2和17.4公里，配车33台（截止至2023年8月14日），车型为比亚迪K7G和比亚迪B7；单程行驶时间约为60-120分钟。
- 服务时间：安托山总站06:30--21:30
招商国任公交首末站 06:30--21:00
- 发车间隔：高峰期5分钟,平峰期10分钟,低峰期15分钟
- 收费：本线路无人售票，分段收费，最低票价2元，最高票价3元

## 历史
2004年3月13日，本线开通，当时本线由深展巴士营运，由侨城东总站开往东昌总站，线路总长24.1公里，全程票价3元，采取分段收费，上车2元，跨段3元。
2005年10月，该线延长收班时间，从侨城东总站开出的末班车由原先的20:00延长至21:00，从东昌大修厂（草埔吓屋村）开出的末班车由原先的20:00延长至20:30。
2008年，为解决科技园片区、百丽工业园区、宝安区部分区域公交出行难问题，该线及另外五条线调整。调整后该线途经海德一道、后海路、白石路、侨城东路，但最终计划未有实施。
2017年8月，线路西端总站从侨城东总站调整至听泉居总站：
往草埔吓屋村方向部分途经道路由无名路、侨香路调整为北环大道南辅道、安托山七路、侨香四道、安托山六路、侨香三道接原道路行驶；
往听泉居方向部分途经道路由侨城东路、白石路、侨城东路、侨香路、无名路调整为侨香三道、安托山六路、北环大道南辅道至终点站行驶；
增加停靠侨香三道南，取消停靠经济犯罪侦查局、警校、深高技西校区、园博园西、金海燕花园；
往草埔吓屋村方向增加停靠安托山七路、翠海花园②，取消停靠园博园北门、鸿新花园；
往听泉居方向取消停靠鸿新花园①。
2021年4月26日，线路西端总站从听泉居总站调整至天鹅湖公交首末站：
双方向部分途经道路由安托山六路、安托山七路、侨香路、侨香四道、安托山六路、侨香三道、农林路调整为侨香路、农林路
双方向取消停靠安托山七路、翠海花园②、侨香三道南，增加停靠华侨城医院、侨城东路口、园博园北门、鸿新花园、经济犯罪侦查局。
2022年7月21日，招商国任公交首末站启用，107路两端总站调整为安托山总站-招商国任公交首末站：
往安托山总站方向途经道路由金稻田路、东昌路、太白路、翠竹路、东门北路、笋岗东路、……、侨香路调整为浦城路、梨园路、宝岗路、笋岗东路、……、侨香路、安托山一路；
往招商国任公交首末站方向途经道路由侨香路、……、笋岗东路、东门北路、翠竹路、太白路、东湖路、金稻田路调整为安托山一路、侨香路、……、笋岗东路、宝岗路、梨园路、梅园路、红岭北路、浦城路；
双方向取消停靠绿景山庄、华港新村、理想新城、戒毒所、东晓公园、金稻田路口、太白路中、松泉公寓、翠竹大厦、田贝地铁站、康宁医院、翠竹万家、翠竹苑、儿童公园①、笋岗桥、桂园中学；
往安托山总站方向取消停靠东昌北、侨城东路口①；
往招商国任公交首末站方向取消停靠华侨城医院、罗湖妇幼保健院、布心市场、景亿山庄、东湖路、翠园中学东晓校区；
双方向增加停靠梨园路、梨园路东、田心村、笋岗村牌坊、宝岗路、宝岗路南。
2023年8月31日，本线取消。

## 途经站点
| 往招商国任公交首末站方向 | 往招商国任公交首末站方向 | 往安托山总站方向 | 往安托山总站方向   |
| ------------------------ | ------------------------ | ---------------- | ------------------ |
| 车站                     | 车站名称                 | 车站             | 车站名称           |
| 1                        | 安托山总站               | 1                | 招商国任公交首末站 |
| 2                        | 侨城东路口               | 2                | 梨园路             |
| 3                        | 园博园北门               | 3                | 梨园路东           |
| 4                        | 鸿新花园                 | 4                | 田心村             |
| 5                        | 经济犯罪侦查局           | 5                | 笋岗村牌坊         |
| 6                        | 市眼科医院               | 6                | 宝岗路             |
| 7                        | 市儿童乐园               | 7                | 宝岗路南           |
| 8                        | 农林地铁站               | 8                | 园岭地铁站         |
| 9                        | 高级中学南校区           | 9                | 园岭新村           |
| 10                       | 深圳风湿病医院           | 10               | 市健研中心         |
| 11                       | 东海花园                 | 11               | 群星广场           |
| 12                       | 香蜜湖天桥               | 12               | 华新村①            |
| 13                       | 水榭花都                 | 13               | 海外装饰大厦①      |
| 14                       | 市政大厦②                | 14               | 中心公园           |
| 15                       | 鲁班大厦                 | 15               | 人才大厦           |
| 16                       | 莲花山西②                | 16               | 雅颂居             |
| 17                       | 莲花山公园               | 17               | 市民中心           |
| 18                       | 儿童医院                 | 18               | 儿童医院           |
| 19                       | 市民中心                 | 19               | 莲花山公园①        |
| 20                       | 雅颂居                   | 20               | 莲花山西②          |
| 21                       | 人才大厦                 | 21               | 鲁班大厦②          |
| 22                       | 中心公园                 | 22               | 市政大厦           |
| 23                       | 华富路始发站⑥            | 23               | 水榭花都           |
| 24                       | 市话大厦②                | 24               | 香蜜湖天桥         |
| 25                       | 体育馆①                  | 25               | 东海花园           |
| 26                       | 笋岗八卦路口②            | 26               | 深圳风湿病医院     |
| 27                       | 园岭新村                 | 27               | 高级中学南校区     |
| 28                       | 园岭地铁站               | 28               | 农林地铁站         |
| 29                       | 宝岗路南                 | 29               | 市儿童乐园         |
| 30                       | 宝岗路                   | 30               | 市眼科医院         |
| 31                       | 笋岗村牌坊               | 31               | 经济犯罪侦查局     |
| 32                       | 田心村                   | 32               | 鸿新花园②          |
| 33                       | 梨园路东                 | 33               | 安托山总站         |
| 34                       | 梨园路                   |                  |                    |
| 35                       | 招商国任公交首末站       |                  |                    |